# 勒内·拉科斯特
勒内·拉科斯特（法語：René Lacoste，1904年7月2日—1996年10月12日），法国男子网球运动员、拉科斯特创始人。他曾代表法国参加1924年夏季奥林匹克运动会网球比赛，获得男子双打铜牌。他也曾两次获得戴维斯杯冠军。